# قابلية الإرسال
قابلية الإرسال في ديناميك المنشآت، يمكن أن تُعرف بنسبة لأكبر قوة {\displaystyle f_{max}} علي الأرض نتيجة اهتزاز ماكينة علي أكبر قوة للماكينة {\displaystyle P_{0}}:
{\displaystyle TR={\frac {f_{max}}{P_{0}}}=R_{d}{\sqrt {1+(2\zeta \beta )^{2}}}}
حيث {\displaystyle \zeta } يمعامل الإضمحلال، {\displaystyle \beta } هو نسبة التردد، و{\displaystyle R_{d}} هي نسبة من ديناميكا علي إستاتيكا سعة الموجة.